# Shiquan
Der Kreis Shiquan (石泉县,  Shíquán Xiàn) ist ein Kreis der bezirksfreien Stadt Ankang im Süden der Provinz Shaanxi in der Volksrepublik China. Der Kreis hat eine Fläche von 1.516 km² und 153.221 Einwohner (Stand: Zensus 2020). Sein Hauptort ist die Großgemeinde Chengguan (城关镇).

## Administrative Gliederung
Auf Gemeindeebene setzt sich der Kreis aus acht Großgemeinden und sieben Gemeinden zusammen. 